# Conops elegans
Conops elegans är en tvåvingeart som beskrevs av Johann Wilhelm Meigen 1824. Conops elegans ingår i släktet Conops och familjen stekelflugor. Inga underarter finns listade i Catalogue of Life.